# Phera aterrima
Phera aterrima är en insektsart som beskrevs av Fowler 1899. Phera aterrima ingår i släktet Phera och familjen dvärgstritar. Inga underarter finns listade i Catalogue of Life.